# Калиновский, Геннадий Владимирович
Генна́дий Влади́мирович Калино́вский (1 сентября 1929, Ставрополь — 5 марта 2006, Москва) — советский и российский художник, мастер книжной иллюстрации.

## Биография
Геннадий Калиновский родился 1 сентября 1929 года в Ставрополе в семье железнодорожника. Вскоре семья переехала в Махачкалу, где художник провел своё детство. Мальчик рано — по его воспоминаниям, уже в трёхлетнем возрасте — проявил любовь к рисованию. Будучи школьником, он самостоятельно записался в художественный кружок в Доме пионеров. В 1943 году молодой художник отправил свою работу «Гибель Нибелунгов» на конкурс рисунков в газету «Пионерская правда». Работа получила первый приз, а автор — рекомендацию на учёбу в Московскую среднюю художественную школу. Калиновский отправился в Москву, там окончил школу и поступил на отделение книжной графики Суриковского художественного института. Учился в Суриковском с 1949 по 1955 годы.
Первые иллюстрации сделал ещё будучи студентом — в 1953 году вышла книга О. Донченко «Василько» с рисунками Г. Калиновского.
После института художник работал в периодических изданиях, создавая иллюстрации для журналов «Юность», «Огонёк», «Семья и школа». Кроме того, иллюстрировал книги, например, сборник «Робин Гуд» М. Гершензона (1966), «Белеет парус одинокий» В. Катаева (1968), «Железный поток» А. Серафимовича.
Настоящую известность Калиновскому принесли виртуозно и остроумно выполненные иллюстрации к «Приключениям Алисы в Стране Чудес» Л. Кэрролла в пересказе Бориса Заходера (1974). Впоследствии он выполнил иллюстрации к нескольким изданиям книг Кэрролла (1977, 1979). За иллюстрации к «Алисе в Зазеркалье» Калиновский получил премию и диплом имени Ивана Фёдорова в 1980 и 1982 годах.
Скончался на 77-м году жизни 5 марта 2006 года. Похоронен на Домодедовском кладбище.
Жена (1969—1981) — писатель и драматург Дина Калиновская.

## Работы
Калиновский проиллюстрировал следующие книги:
- «Алиса в Зазеркалье» Льюиса Кэрролла
- «Путешествия Гулливера» Дж. Свифта
- «Мастер и Маргарита» Михаила Булгакова,
- Сказки Эдуарда Успенского про дядю Фёдора, Крокодила Гену и Чебурашку, Гарантийные человечки
- «Земляника под снегом. Сказки японских островов» (М., Детская литература, 1968)
- «Послушай-ка, слон…» Людвига Ежи Керна (1969)
- «Мэри Поппинс» Памелы Трэверс, (1972)
- «Винни Пух и все-все-все» Алана Александра Милна (1965, совместно с Б.Диодоровым)
- «Приключения Таро в стране гор» Миёко Мацутани,
- Детские произведения Корнея Чуковского,
- Эптон Билл Синклер «Гномобиль» (1971)
- «Господин Ау» Ханну Мякеля (1976)
- «Сказки дядюшки Римуса» Джоэля Харриса (1976, работа получила серебряную медаль на книжной ярмарке в Лейпциге и «Золотое яблоко» на 6-й Биеннале иллюстраций детских книг в Братиславе в 1977).
- «Пять похищенных монахов», «Недопёсок» Юрия Коваля (1977)
- «Лоскутик и Облако», «Астрель и Хранитель леса», «Остров капитанов», «Глазастик и ключ-невидимка» Софьи Прокофьевой.
- «Вокруг света на „Коршуне“» К. Станюковича (М: Современник, 1989),
- «Я, бабушка, Илико и Илларион» Нодара Думбадзе (в сборнике романов «Солнечная ночь», М., Известия, 1977)
- «Пико — Хрустальное горлышко» Николая Космина (вместе с Р. М. Калиновской, 1993).

## Награды
- диплом 1 степени Всесоюзного конкурса «Лучшие издания 1976 года»
- серебряная медаль на Международной книжной ярмарке в Лейпциге
- приз «Золотое яблоко» на 6-м Биеннале иллюстраций детских книг в Братиславе в 1977 (за илл. к книге Сказки дядюшки Римуса)
- диплом им. Ивана Фёдорова в 1980 и 1982 (за илл. к книге «Алиса в Зазеркалье»)
- I премия в номинации «художник-иллюстратор» на Всероссийском конкурсе произведений для детей и юношества «Алые паруса» в 2004 («Путешествия Гулливера»)
- гран-при конкурса «Книга года-2002» в номинации «художник-иллюстратор» («Мастер и Маргарита»)